# 沢井彩華
沢井 彩華（さわい あやか、1986年10月14日2時頃生まれ。芸名の彩華は本名でもある。）は、日本の女優、タレント、グラビアアイドル。兵庫県神戸市出身。エクセルヒューマンエイジェンシー所属。
愛称は、「あやちん」「さわ～や」「あやかちゅん」「さわい」「さにゃーにゃ」「さにゃ」「さにゃにゃ」。

## 愛称
「さわ〜や」の名付け親は沢井自身で使用者も極少数という状況であった。
その後、突如マネージャーが「さにゃーにゃ」と呼び始め「対決!おおさわちゃん」への出演を機に広めようと試みたが、「さわい」と呼び捨てにされたり省略して「さにゃ」や「さにゃにゃ」と呼ばれている。
特技はUFOキャッチャー、趣味は人間観察。
主に舞台、グラビア、イメージビデオ、イベント、撮影会などで活動している。
元グラビアアイドルの柏木君予と、ご近所友達であった。
2020年7月1日に芸名を本名の「向井 彩華（むかい あやか）」に改めた。

## 来歴
- 2009年10月6日、「TOSHIKI×ジョニーのやってみるか！」に、同事務所の高久由莉香と共にアシスタントとしてレギュラーメンバーに加わる。
- 2010年9月7日、「対決!おおさわちゃん」に同事務所の大崎由希と共にMCとして出演。

## 出演

### 舞台
- スターズシアター劇場版「星降る夜に」
- スターズシアター劇場版「虹の彼方へ」
- 劇団漂流船「いつか幸せの記憶」
- スターズシアター劇場版「河の流れは」
- A☆ct Stage「サムライカウボーイ」
- スターズシアター劇場版「遥かなる空」
- ヒロセプロジェクト・スピンオフ公演「明日魔法外伝～サミカを待ちながら～」
- FPアドバンスプロデュース公演「MOGURAYA」
- 劇団くりびつてんぎょう「Alive,She Cried.」
- ガラ劇 ガラ版 川「The River」
- FPアドバンスプロデュース公演「新選組外伝～馳せし蒼へ響き渡れ～」
- FPアドバンスプロデュース公演「MOGURAYA」－エピソード3－ 猫魔御始末（びょうまのおしまつ）編
- 劇団FULLMONTY「OLD NEON～伝説の夜編～」
- 劇団時間制作 第7回公演「きっとまた明日はくる」
- ガラ劇 ガラ版「罪と罰」
- FPアドバンスプロデュース公演「MOGURAYA」―百年盂蘭盆―（ひゃくねんぼんまつり）
- ガラくたメタル「ヴィクトリア」
- Theatrical company Toy Late Lie「稔」
- 劇団時間制作 第9回公演「SEX」
- 劇団時間制作 第11回公演「白紙の目次」

### TV
- 「コスっちゃお!」（2008年11月、エンタ!371）
- 「マニフィカツアーズ」（2008年、全国地方局）
- 「夜美女」（サンテレビ）
- 「スロ×スロ」（サンテレビ）
- 「ダチョリブレ」（テレビ朝日）
- 「招福!日本の元旦めでたいスペシャル」（2010年1月1日、NHK）
- 「「ぷっ」すま」（2010年8月3日、テレビ朝日）

### デジタルメディア
- GIRLS TRAIN 動画付写真集 No.068 沢井彩華［CD-R］（2009年4月20日）
- GIRLS TRAIN 動画付写真集 No.151 沢井彩華［CD-R］（2009年7月20日）

### Web TV
- 「宇宙一せまい授業!」（あっ!とおどろく放送局、2007年10月28日）
- 森崎愛の四の字熟語 （あっ!とおどろく放送局、2008年7月20日、8月31日）
- 森崎愛の四の字熟語 （ニコニコ生放送・アイパイ★ちゃんねる）
- 「TOSHIKI×ジョニーのやってみるか!」（あっとおどろく放送局、2009年10月7日 - 12月23日）
- 対決!おおさわちゃん （ニコニコ生放送・USTREAM、2010年9月7日 - ）

### Web CM
- 100チアガール （ソフトバンク・ヒューマンキャピタル）

### 携帯サイト
- アイドルがイッパイ

### 携帯アプリ
- 女体暦（2011年5月、和服）

### 出版物
- 痛車をつくろう!芸文Mook805号（芸文社、2011年9月30日）